# 川岡 (高松市)
川岡（かわおか）は香川県高松市西部にある一地区で、高松市役所川岡出張所の管内。岡本町、川部町の2町からなる。かつては全域が「香川郡川岡村」（かわおかむら）として存在し、1956年9月30日に高松市に編入された。

## 地理
地区は高松市西部に位置し、綾歌郡綾川町と境界を接する地区である。人口は2010年時点で4614人（男2202人/女2412人）、世帯数は1815世帯であり、2010年までの10年間ではほぼ横ばいか微増の状態である。面積は5.52km2と高松市の地区では平均的な広さであるが、基本的に農村地帯を形成しているため人口密度は1平方キロメートルあたり831.34人と高松市の平均（1140.03人）を下回っている。

### 地形
全域が高松平野の一部あるため大きな起伏は存在しないが、地区の北西部には標高302.0mの堂山やそこから北に向かって200m - 300m級の山が連続している他、南西に位置する綾川町は丘陵地帯を形成しているため、高松平野はここで終了する。
地区の東端には香東川が流れているほか、南部には香川用水が東西を横切っている。香川用水は地区内の川部町を境に管轄が変わり、西側は独立行政法人水資源機構、東側は農業用水専用で香川用水土地改良区が管理している。香川県の典型的な平野の特徴として、この地区でも奈良須池や小田池に代表されるように渇水対策のため池が多数存在する。
- 山：堂山、立石山
- 川：香東川、古川
- 湖沼：奈良須池、小田池、中池、角池、五郎子池、ひょうたん池、山池、下牛池、上牛池、菖蒲池

### 人口
| \| 2002年（平成14年） \| 4,409人 \| \| \| 2003年（平成15年） \| 4,413人 \| \| \| 2004年（平成16年） \| 4,419人 \| \| \| 2005年（平成17年） \| 4,452人 \| \| \| 2006年（平成18年） \| 4,467人 \| \| \| 2007年（平成19年） \| 4,441人 \| \| \| 2008年（平成20年） \| 4,510人 \| \| \| 2009年（平成21年） \| 4,555人 \| \| \| 2010年（平成22年） \| 4,614人 \| \| |         |  |
| 高松市 / 登録人口（10月1日時点） |         |  |
| 2002年（平成14年） | 4,409人 |  |
| 2003年（平成15年） | 4,413人 |  |
| 2004年（平成16年） | 4,419人 |  |
| 2005年（平成17年） | 4,452人 |  |
| 2006年（平成18年） | 4,467人 |  |
| 2007年（平成19年） | 4,441人 |  |
| 2008年（平成20年） | 4,510人 |  |
| 2009年（平成21年） | 4,555人 |  |
| 2010年（平成22年） | 4,614人 |  |

### 隣接する地域
- 北：高松市円座地区
- 東：高松市大野地区
- 南：高松市由佐地区、池西地区
- 西：高松市山内地区、綾川町畑田地区

### 高松市川岡出張所管内
- 岡本町 761-8047
- 川部町 761-8046

## 歴史

### 年表
高松市編入以前は「川岡村」を参照
- 1956年（昭和31年）9月30日 - 香川郡川岡村が高松市に合併（高松市第5次合併）。この区域を以って高松市川岡地区成立。
  - 旧大字の区域を継承した川部町、岡本町の2町を設置。
  - 高松市川岡出張所が開所。
  - 川岡村立川岡小学校が高松市立川岡小学校に改称。
  - 川岡村立川岡中学校が高松市立川岡中学校に改称。
- 1965年（昭和40年）4月1日 - 市立川岡中学校を廃して、市立円座中学校及び市立檀紙中学校と統合し、円座地区に新設の市立香東中学校が開校。

### 町名の変遷
| 実施後 | 実施年月日      | 実施前   |
| ------ | --------------- | -------- |
| 岡本町 | 昭和31年9月30日 | 大字岡本 |
| 川部町 | 昭和31年9月30日 | 大字川部 |

## 経済
高松市の平均と比較して第一次産業従事者（+7.8%）の割合が大幅に高く、第二次産業従事者（-1.5%）の割合がやや低いほか、第三次産業（-9.3%）の割合は大幅に低くなっている。

### 第一次産業
- 就業者数：235人、構成比：11.3%（2005年国勢調査）[3]

地区内には多くの農地が存在し、主に稲作を中心とした農業が行われている。しかし、郊外化による宅地開発で農地は年々減少する傾向にある。
- 米

### 第二次産業
- 就業者数：436人、構成比：20.9%（2005年国勢調査）[3]

地区内に大規模な第二次産業集中地帯は無いが、中小の工場が点在している。

### 第三次産業
- 就業者数：1411人、構成比：67.8%（2005年国勢調査）[3]

ことでん岡本駅や県道44号円座香南線の沿線を中心に古くから続く個人商店が残っているものの、地区内における商業活動自体は活発ではない。

## 教育
地区内の小学校は市立川岡小学校が存在し、中学校は存在しない。小学校区は川岡小学校が地区の全域を校区としており、中学校区は隣接する円座地区にある市立香東中学校の校区となっている。
特別学校
- 香川県立川部みどり園

小学校・中学校
太字の校名は地区内に位置する学校で、それ以外は地区内には位置しないが校区が地区内にかかっている学校。
- 高松市立川岡小学校
- 高松市立香東中学校

幼稚園・保育所
- 市立川岡幼稚園
- 私立和光保育園

## 行政
この地区は1956年以降高松市の一部であるため地区単独での自治権はもたない。この地区の行政サービスの中心としては高松市川岡出張所があり各種住民サービスに対応している。またそこは公民館も兼ねていて川岡コミュニティセンターとして地域交流・生涯学習の中心となっている。
主な行政施設
- 高松市川岡出張所
- 高松南警察署川岡駐在所
- 香川県水道局東部浄水場
- 高松市水道局岡本配水池

## 生活
公共施設
- 川岡コミュニティセンター（公民館）
- 川岡郵便局
- 岡本公園
- 高松地区西部広域クリーンセンター

医療機関
- 木田歯科医院
- ツゲ医院
- 福井整形外科医院

※町別50音順

## 交通

### 道路
高規格道路
- 高松環状道路（未供用、計画路線、調査区間）
- 高松空港連絡道路（未供用、計画路線、整備区間）

国道
- 国道32号円座バイパス

主要地方道
- 香川県道44号円座香南線本線
- 香川県道44号円座香南線バイパス（空港連絡道路、香川県道174号千疋高松線支線重複）

その他県道
- 香川県道170号岡本香川線
- 香川県道174号千疋高松線本線
- 香川県道282号高松琴平線

### 鉄道
地区の北西にはことでん琴平線が通っており、地区内には岡本駅が存在する。しかし、この駅を利用可能な場所は岡本町のごく一部に限られるため、川岡地区全体の代表駅的性格は持たない。
ことでん
- 琴平線：岡本駅

### バス
地区内を通るバス路線はことでんバス由佐・岩崎線の1路線2系統が存在する。これらことでんバスは県道44号円座香南線本線と県道174号千疋高松線本線を路線としているため、岡本町には通っていない。その岡本町には岡本駅から国分寺町コミュニティバスが出ているが、国分寺方面への路線であるため川岡地区方面への利用は出来ない。
ことでんバス
- 由佐・岩崎線
  - 由佐・岩崎線（41・43・44）：下川部 - みどり園前 - 川部 - 上川部

国分寺町コミュニティバス
- 運動公園-端岡駅-南部小学校-岡本駅線：岡本駅前

## メディア

### 放送
ケーブルテレビ
- ケーブルメディア四国（高松ケーブルテレビ）

地上波テレビ放送
基本的に高松市東部古高松地区の前田山にある高松局を受信する。何らかの理由で高松局の受信が困難な場合は反対側の三豊市にある西讃岐中継局を受信する。そのほか、古い建物などでは岡山県玉野市の金甲山にある岡山局を受信している世帯もあるが、それらの世帯でもほとんどは加えて高松局も受信している。高松局や西讃岐局を受信する場合はアナログ放送でもUHFアンテナ1本で全チャンネルが受信できるが、アナログ放送において岡山局を受信する場合はUHFアンテナとVHFアンテナの2本が必要だった。なお、デジタル放送は全てUHFアンテナ1本で済む。
| 局名                 | 局名                 | NHK高松 | NHK高松 | NHK岡山 | NHK岡山 | RNC  | KSB  | RSK  | OHK  | TSC  | 出力            | 偏波面 | 送信 場所 |
| 局名                 | 局名                 | 総合    | 教育    | 総合    | 教育    | RNC  | KSB  | RSK  | OHK  | TSC  | 出力            | 偏波面 | 送信 場所 |
| デジタルリモコン番号 | デジタルリモコン番号 | 1ch     | 2ch     | 1ch     | 2ch     | 4ch  | 5ch  | 6ch  | 8ch  | 7ch  | 出力            | 偏波面 | 送信 場所 |
| -------------------- | -------------------- | ------- | ------- | ------- | ------- | ---- | ---- | ---- | ---- | ---- | --------------- | ------ | --------- |
| 高松                 | デジタル             | 24ch    | 13ch    | -       | -       | 15ch | 17ch | 21ch | 27ch | 18ch | NHK1kW/民放500W | 水平   | 前田山    |
| 高松                 | アナログ             | 37ch    | 39ch    | -       | -       | 41ch | 33ch | 29ch | 31ch | 19ch | NHK10kW/民放5kW | 水平   | 前田山    |
| 西讃岐               | デジタル             | 24ch    | 13ch    | -       | -       | 15ch | 17ch | 21ch | 28ch | 18ch | 100W            | 水平   | 大麻山    |
| 西讃岐               | アナログ             | 44ch    | 40ch    | -       | -       | 50ch | 42ch | 48ch | 52ch | 46ch | 3kW             | 水平   | 大麻山    |
| 岡山 (北讃岐)        | デジタル             | (24ch)  | (13ch)  | 32ch    | 45ch    | 20ch | 30ch | 21ch | 27ch | 18ch | 2kW(200W)       | 水平   | 金甲山    |
| 岡山 (北讃岐)        | アナログ             | -       | -       | 5ch     | 3ch     | 9ch  | 25ch | 11ch | 35ch | 23ch | V10kW/U20kW     | 水平   | 金甲山    |

| AMラジオ放送 - NHK高松第1放送：1368kHz（高松局 出力5kW） - NHK高松第2放送：1035kHz（高松局 出力1kW） - 西日本放送ラジオ：1449kHz/90.3MHz（高松局 出力5kW） | FMラジオ放送 - NHK高松FM放送：86.0MHz（高松局 出力1kW） - FM香川：78.6MHz（高松局 出力1kW） - FM高松：81.5kHz（コミュニティ放送 出力20W） |

県外波
| - NHK岡山第1放送：603kHz（岡山局 出力5kW） - NHK岡山第2放送：1386kHz（岡山局 出力5kW） - RSKラジオ：1494kHz（岡山局 出力10kW） - NHK大阪第1放送：666kHz（大阪局 出力100kW） - NHK大阪第2放送：828kHz（大阪局 出力300kW） - MBSラジオ：1179kHz（大阪局 出力50kW） - 朝日放送ラジオ：1008kHz（大阪局 出力50kW） - ラジオ大阪：1314kHz（大阪局 出力50kW） | - NHK岡山FM放送：88.7MHz（岡山局 出力1kW） - FM岡山：76.8MHz（岡山局 出力1kW） |

## 名所・旧跡・観光・レジャー
地区内に主だった観光施設はない。